# ピオ・デミリア
ピオ・デミリア（Pio d'Emilia、1954年 - 2023年）は、日本で活動するイタリア人ジャーナリスト。

## 経歴・人物
ローマ生まれ、イタリア国籍。1979年ローマ大学法学部を卒業後、法律事務所でインターンを務めた。慶應義塾大学に留学。
その後ジャーナリストのイタリア国家資格を取得。日刊紙イル・マニフェスト（it:Il manifesto）紙極東特派員として東京から記事を発信するかたわら、時事週刊誌エスプレッソ（it:l'Espresso）、国営テレビ局イタリア放送協会（RAI）ほか様々なメディアと取材協力をするなど、30年以上ジャーナリストの仕事を続け、政財界の高官に多くの知己をもつ。紛争下のグルジアやミャンマーなど、危険な地域で現場から報道したこともある。
1984年に外国人登録法三条一項に基づく新規登録手続での指紋押捺を拒否し、日本入国が認められず日本の法務大臣を訴える案件まで発展している。
日本外国特派員協会で、1年間理事、4年間第二副会長を歴任。2010年同協会会長選挙に立候補し落選した。各分野で活躍する内外の著名人を招いて同協会での会見や講演会を組織するなど、独自の存在感を示している。
2011年3月の東日本大震災後、外国人記者で唯一福島第一原子力発電所の正門まで出向くなど、30日間にわたって被災地を取材。同年6月、イタリア語の著書 Tsunami Nucleare （『放射能という津波』）を出版した。同年10月、同書の日本語版が刊行されている。
2011年6月21日、朝日ニュースター『ニュースの深層』「イタリアも脱原発　世界の意識は」に出演、イタリア国民の原発に対する声や世界の原発への意識の変化について語った。
菅直人と20年来の友人であり、菅の内閣総理大臣在任時に特別顧問を務めた。2011年7月には、夕食の席で菅に対し、日本もイタリアのように原発存廃についての国民投票をすることを勧めた。
スポーツを愛好し、日本外国特派員協会サッカーチームを率いて日本の国会議員サッカーチームと親善対抗戦を行ったことがある。日本語、英語、フランス語、イタリア語に精通し、通訳なしで日本語を操る。
現在イタリアのニュース・チャンネル「スカイTG24」（it:SKY TG24）極東特派員。日本自由報道記者クラブ協会設立準備会メンバー。
2023年2月、10日までに東京都内で死去したと報じられた。68歳没。